# Ami Suzuki Best Collection
Albums de Ami Suzuki
Supreme Show
(2008)
Ami Suzuki Best Collection est un mini-album digital de Ami Suzuki, sorti le 19 novembre 2014 au Japon sous le label Avex Trax.

## Liste des titres
| 1. | Love the island (new ver.)             |  |
| 2. | Alone in my room (new ver.)            |  |
| 3. | Be Together (new ver.)                 |  |
| 4. | White key (new ver.)                   |  |
| 5. | Don't leave me behind (new ver.)       |  |
| 6. | Free Free (Suzuki Ami×Nakata Yasutaka) |  |